# Smrtonosno oružje
Smrtonosno oružje (eng. Lethal Weapon) je prvi film iz istoimene serije akcijskih filmova s  Melom Gibsonom i  Dannyjem Gloverom u ulogama dvojice policajaca iz Los Angelesa. Film je 1987. režirao Richard Donner, koji će režirati i ostala tri nastavka.

## Radnja
Priča počinje u noći 14. prosinca 1987. sa samoubojstvom Amande Hunsacker (Jackie Swanson), kćeri Michaela Hunsackera (Tom Atkins), starog prijatelja i bivšeg kolege iz vojske, detektiva iz Los Angelesa, narednika Rogera Murtaugha (Danny Glover). Policajac veteran s dvadeset godina iskustva, Roger Murtaugh dobiva novog partnera na svoj 50. rođendan. Partner mu je 37-godišnji detektiv, narednik Martin Riggs (Mel Gibson), čija je žena poginula u prometnoj nesreći tri godine prije (u nastavku se otkriva kako ju je ubio plaćeni ubojica u namjeri da ubije Riggsa). Kao rezultat, Riggs je postao suicidalan, alkoholičar, te tako bezobziran i nasilan u primjeni policijskih metoda da ga smatraju "smrtonosnim oružjem". Narednik Murtaugh nije sretan što je dobio partnera "na rubu", koji je uz to i suicidalan, ali mu poslije ostaje zahvalan nakon što mu ovaj spašava život.
Istražujući smrt Amande Hunsacker, dvojica otkrivaju operaciju krijumčarenja heroina koju organiziraju veterani  Vijetnamskog rata, točnije specijalne postrojbe poznate kao 'Shadow Company'. Operaciju nadziru nemilosrdni general Peter McAllister (Mitchell Ryan) - bivši zapovjednik postrojbe 'Shadow Company' - i njegova desna ruka, g. Joshua (Gary Busey). Murtaugh i Riggs - obojica vijetnamski veterani - otkrivaju kako je Michael Hunsacker "prao novac" kroz svoju banku, a McAllister je naručio Amandino ubojstvo kako bi zadržao Michaela da ne prizna sve što zna o krugu krijumčara heroina; nakon što se par suočio s Michaelom Hunsackerom, g. Joshua odjednom se pojavljuje u helikopteru i ubija ga.
Kako Riggs i Murtaugh otkrivaju sve više o postrojbi Shadow, sve nasilniji pripadnici postrojbe otimaju Murtaughovu kćer Rianne kako bi ga prisili da im kaže sve što mu je rekao Hunsacker. Riggs, iako ga je McAllister zarobio i mučio strujom, uspijeva se izvući i oslobađa Murtaugha i Rianne. Dvojica policajaca napadaju postrojbu Shadow i ubijaju većinu članova; McAllister je ubijen u auto-bombi (zajedno sa svojom pošiljkom heroina), a Riggs i Murtaugh ubijaju g. Joshuu nakon što ga Riggs prebije ispred Murtaughove kuće.
Murtaugh i Riggs postaju veliki prijatelji, a Riggs dolazi za Božić u kuću Murtaughovih; Riggs dovodi svog psa Sama kako bi se sprijateljio s obiteljskom mačkom Murtaughovih, Burbankom, te daje Murtaughu simboličan dar; nedirnuti metak kojim se Riggs mislio ubiti.

## Zanimljivosti
- Film je sniman od kolovoza do studenog 1986.
- Kaskader iz filma, Dar Robinson, ubijen je nakon što je film snimljen. Redatelj Richard Donner posvetio mu je film, što se može vidjeti u odjavnoj špici: "Ovaj film posvećen je sjećanju na Dara Robinsona, jednom od najvećih kaskadera u filmskoj industriji".
- Dar Robinson obučavao je Jackie Swanson, koja je sama skočila u uvodnoj skevenci filma (samoubojstvo Amande Hunsacker).
- Suprugu Rogera Murtaugha, Trish, glumila je Darlene Love, koja je bila popularna pjevačica u šezdesetima.
- Danny Glover pojavio se u cameo ulozi kao maskirani pljačkaš banke u filmu Mela Gibsona iz 1994., Maverick. Kad Maverick skida pljačkaševu maramu (otkrivajući da je to Danny Glover), počinju se gledati nekoliko trenutaka, pokušavajući se sjetiti zašto izgledaju poznato jedan drugom. Tijekom ove scene Danny Glover još jednom ponavlja svoju slavnu rečenicu iz Smrtonosnog oružja: "Postajem prestar za ovo sranje!".
- Prema izdanju časopisa Vanity Fair iz lipnja 2007., uloga Martina Riggsa prvo je ponuđena  Bruceu Willisu.
- Slična scena sa samoubojstvom nalazi se i u filmu Prljavi Harry koja završava neobično jer policajac Harry Callahan udara samoubojicu onesvijestivši ga i odnosi ga dolje.
- Snimljen je i alternativni završetak, ali nije upotrijebljen. Murtaugh najavljuje Riggsu kako će se povući u mirovinu. Ovaj završetak je dostupan u dokumentarcu "Pure Lethal", na B strani DVD-a Smrtonosno oružje 4.
- Načelnika policije glumi Steve Kahan, rođak redatelja Richarda Donnera.
- Richard Donner bio je veliki Gibsonov obožavatelj te ga je htio angažirati za svoj film Ladyhawke (za ulogu koju je odigrao Rutger Hauer).
- Steve Kahan se pojavljuje u malim ulogama i u filmovima u kojima su nastupali Gibson i Glover. U filmu Maverick, Kahan glumi djelitelja na pokerskom turniru, a u  Predatoru 2 policajca koji pomaže Gloverovu liku na početku filma.

## Vanjske poveznice
- Smrtonosno oružje u internetskoj bazi filmova IMDb-a